# Сазди-булак
Сазди́-була́к (каз. Сазды бұлақ) — село у складі Аккольського району Акмолинської області Казахстану. Входить до складу Карасайського сільського округу, до 2009 року було центром ліквідованого Мінського сільського округу.
До 2018 року село називалось Мінське.
Населення — 254 особи (2021; 472 у 2009, 1054 у 1999, 1351 у 1989).
Національний склад станом на 1989 рік:
- казахи — 52 %;
- росіяни — 23 %.